# Allenbostel
Allenbostel ist ein Ortsteil der Gemeinde Hanstedt in der Samtgemeinde Bevensen-Ebstorf im niedersächsischen Landkreis Uelzen.
Allenbostel gehört zur Kirchengemeinde St. Georg in Hanstedt.

## Geografie und Verkehrsanbindung
Allenbostel liegt südwestlich des Kernortes Hanstedt I. Die Landesstraße L 250 verläuft nördlich und östlich. Das 81 Hektar große Naturschutzgebiet (NSG) Arendorfer Moor liegt nordwestlich und das 240 Hektar große NSG Maschbruch südwestlich.
Bei den Großsteingräbern bei Allenbostel handelt es sich um zwei ehemalige megalithische Grabanlagen der jungsteinzeitlichen Trichterbecherkultur bei Allenbostel, die im 19. Jahrhundert zerstört wurden.

## Sehenswürdigkeiten
Für Allenbostel sind vier Baudenkmale ausgewiesen (siehe Liste der Baudenkmale in Hanstedt (Landkreis Uelzen)).